# Vasilios Xydas
Vasilios Xydas (Grieks: Βασίλειος Ξυδάς) (Athene, 1877 – onbekend) was een Griekse atleet, die gespecialiseerd was in het polsstokhoogspringen.
Xydas nam deel aan de Olympische Spelen van 1896 in Athene. Hij onderscheidde zich, doordat hij de enige deelnemer was die geen medaille kreeg in deze wedstrijd waaraan vijf deelnemers deelnamen. Hij eindigde op een vijfde plaats achter zijn landgenoten Ioannis Theodoropoulos en Evangelos Damaskos, die gedeeld derde werden en de Amerikaan Welles Hoyt (goud) en Albert Tyler (zilver). Xydas's beste poging was 2,40 m.
In zijn actieve tijd was hij aangesloten bij Athlitikos Omilos Athinon.

## Palmares

### polsstokhoogspringen
- 1896: 5e OS - 2,40 m